# هومپلاس
هومپلاس (انگلیسی: Homeplus) شرکت خرده‌فروشی کره‌ای است، که در سال ۱۹۹۷ تأسیس شد.